# Oberdöbling
Oberdöbling war bis Ende 1891 eine eigenständige Gemeinde und ist heute ein Stadtteil Wiens im 19. Wiener Gemeindebezirk Döbling sowie eine der 89 Wiener Katastralgemeinden.

## Geographie

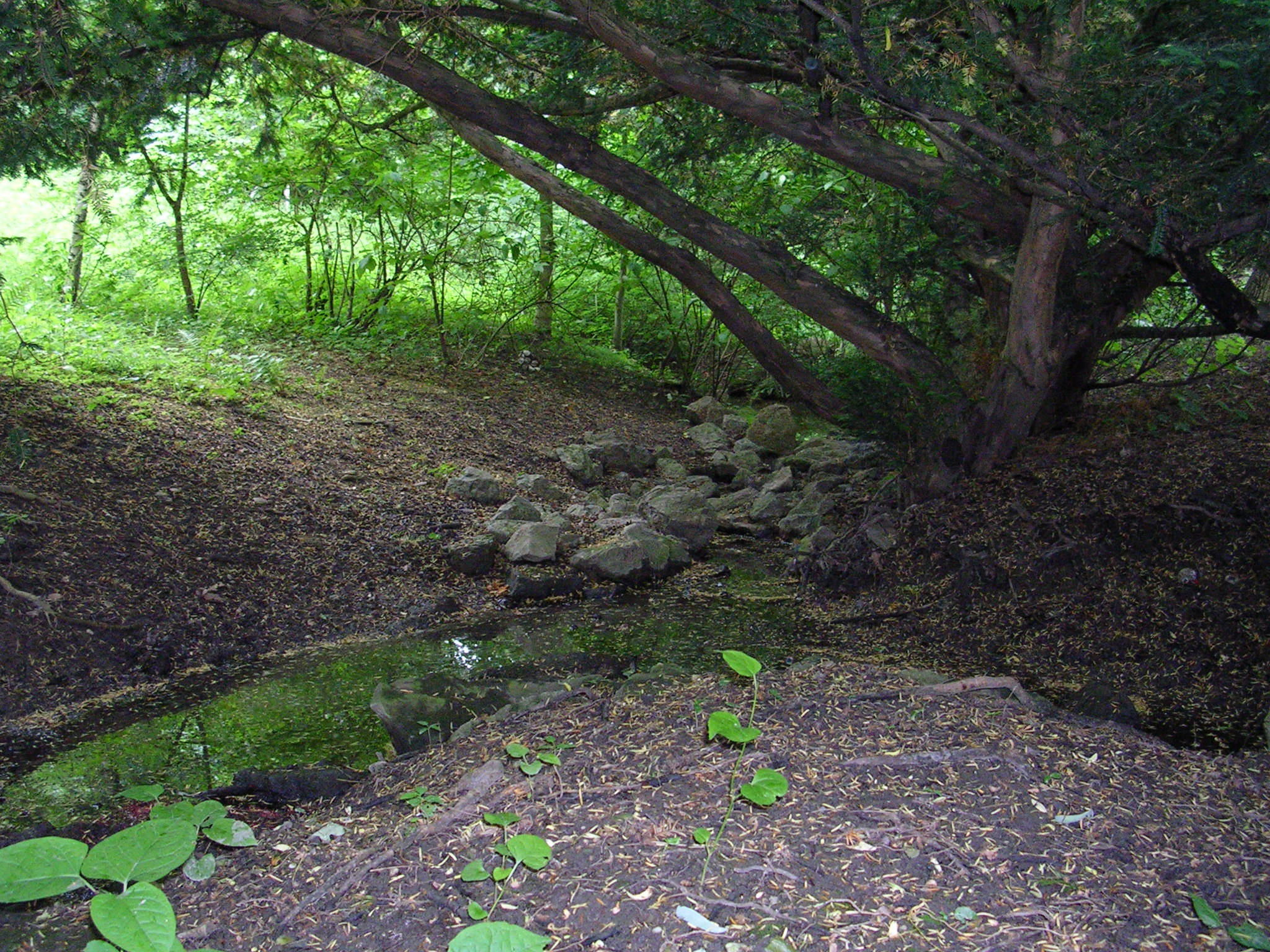
Reste des Betts des Krottenbachs im Wertheimsteinpark

Oberdöbling liegt im Süden des Gemeindebezirks. Die Katastralgemeinde erstreckt sich über eine Fläche von 241,20 ha. Im Norden grenzt Oberdöbling an die Bezirksteile Sievering und Unterdöbling bis zum Krottenbach. Die östlichen Grenzen werden zum Bezirksteil Heiligenstadt von der Barawitzkagasse und Heiligenstädter Straße und zum Gemeindebezirk Alsergrund vom ehemaligen Linienwall gebildet. Südlich grenzt Oberdöbling an den Gemeindebezirk Währing und östlich an den Döblinger Teil der gleichnamigen Katastralgemeinde Währing. Ursprünglich lag auf dem Gebiet von Oberdöbling auch die Siedlung Hart. Die Wüstung verschwand jedoch bereits im 14. Jahrhundert. Der Ortskern von Oberdöbling entwickelte sich entlang der heutigen Hofzeile, auf einem nach dem ehemaligen Gasthaus „Zum Braunen Hirschen“ (Pyrkergasse 1) „Hirschenbergl“ genannten Rücken, der nach Unterdöbling zum Krottenbach hin steil etwa 10 Meter abfällt.
Die zentralen Bereiche von Oberdöbling sind von der Stadt Wien als bauliche Schutzzone ausgewiesen.

## Geschichte

### Namensherkunft
Döbling wurde erstmals 1114 als de Teopilic urkundlich erwähnt. Sein Name leitet sich vom slawischen ab, wobei toplica „sumpfiges Gewässer“ bedeutet und auf die Lage am Krottenbach hinweist. Eine andere Deutungsmöglichkeit leitet sich vom altslawischen toplica, „warmer Bach“ ab. Spätere Schreibweisen des Ortsnamens waren beispielsweise Toblich, Töbling und Tepling.

### Döbling bis zur Gemeindespaltung
Die Bewohner von Döbling waren zunächst fast ausschließlich Bauern, die im Wesentlichen für den Eigenbedarf produzierten. Für den Verkauf wurde Wein, aber auch Getreide angebaut. Daneben wurden Obst, Gemüse und Milchprodukte erzeugt. Ab dem 12. Jahrhundert unterstand Döbling dem Adelsgeschlecht derer von Topolic, danach kam es an das Dominikanerinnenkloster Tulln und wird 1310 als Dorf der Frauen von Tulln genannt. Danach entstanden aus der Siedlung selbstständige Dörfer, die durch den Krottenbach getrennt waren. Unterdöbling trug zunächst den Namen Chrottendorf, erst im 15. Jahrhundert soll der Name Unterdöbling aufgekommen sein. Die Trennung der beiden Orte ist 1591 erstmals urkundlich erwähnt.

### Oberdöbling bis zum 18. Jahrhundert

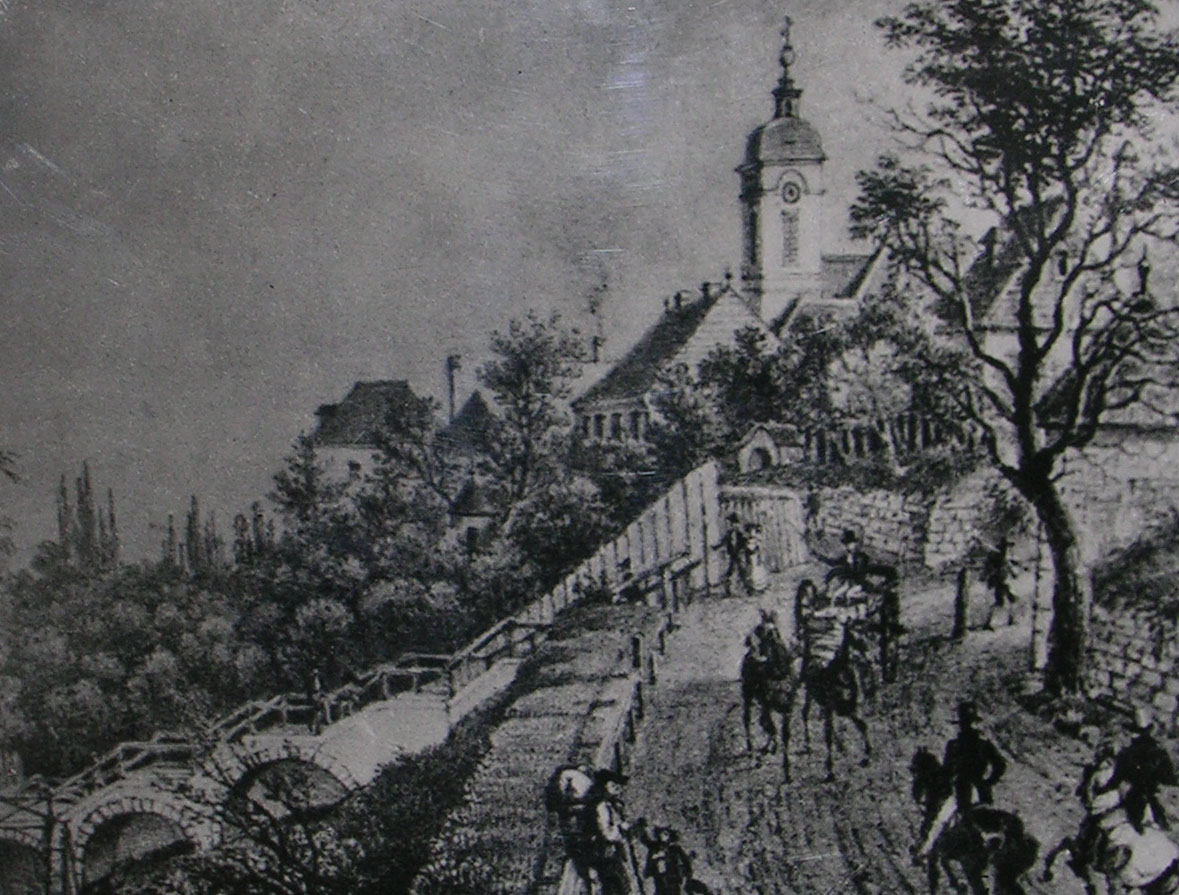
Döblinger Pfarrkirche 1830 mit Stiegenanlage vom „Hirschenbergl“ und Steg über den Krottenbach nach Unterdöbling

Ein eigenes Siegel des Dorfes ist von 1694 überliefert. Es zeigt den heiligen Jakob mit der Inschrift Sigil der gemain Ober Döbling 1694. Die zweite Wiener Türkenbelagerung traf den Ort schwer. 1689, also sechs Jahre nach der Schlacht um Wien, waren von 850 Viertel Weingärten nur 50 bebaut und der Ort blieb lange Zeit klein. Anfang des 18. Jahrhunderts war Oberdöbling noch etwa kleiner als das benachbarte Unterdöbling. Als 1713 die Pest in den Ort gelangte, kam Oberdöbling relativ glimpflich davon. Von den 31 Häusern waren nur 5 verseucht, 13 Menschen starben. 1721 bestand Oberdöbling aus drei Zeilen, der Hofzeile (heute der rechte obere Teil der Döblinger Hauptstraße), der Kirchenzeile (heute der linke Teil der Hofzeile) und der Bachzeile am Krottenbach (heute der rechte Teil der Hofzeile). Insgesamt waren es gerade einmal 39 Häuser. Durch die Nutzung des Bezirksgebietes als kaiserliches Jagdgebiet wurde Oberdöbling aber auch für den Adel und die Wiener Bürger attraktiv. Wer es sich leisten konnte, baute sich hier ein „Zweitwohnhaus“. Ähnlich wie in Hietzing, das von der Nähe zum Schloss Schönbrunn profitierte, wurde hier der Grundstein für eine Sonderentwicklung des Vorortes gelegt. Zwischen 1765 und 1786 entstanden in Oberdöbling fünf neue Straßen. Heute sind dies die Döblinger Hauptstraße, Heiligenstädter Straße, Pyrkergasse, Pokornygasse und die Billrothstraße (vormals Hirschengasse). Danach wuchs der Ort um einen neuen Ortsteil, der die Gymnasiumstrasse, die Hardtgasse und die Pyrkergasse umfasste. Dieser Neu-Döbling genannte Ortsteil war vom Reichtum der Hausbesitzer geprägt, während Alt-Döbling eine unregelmäßige Bebauung mit teilweise noch vielen, armseligen Hütten aufwies. In dieser Zeit entstand hier auch der Park der Familie von Henikstein.

### Oberdöbling bis zur Eingemeindung 1892

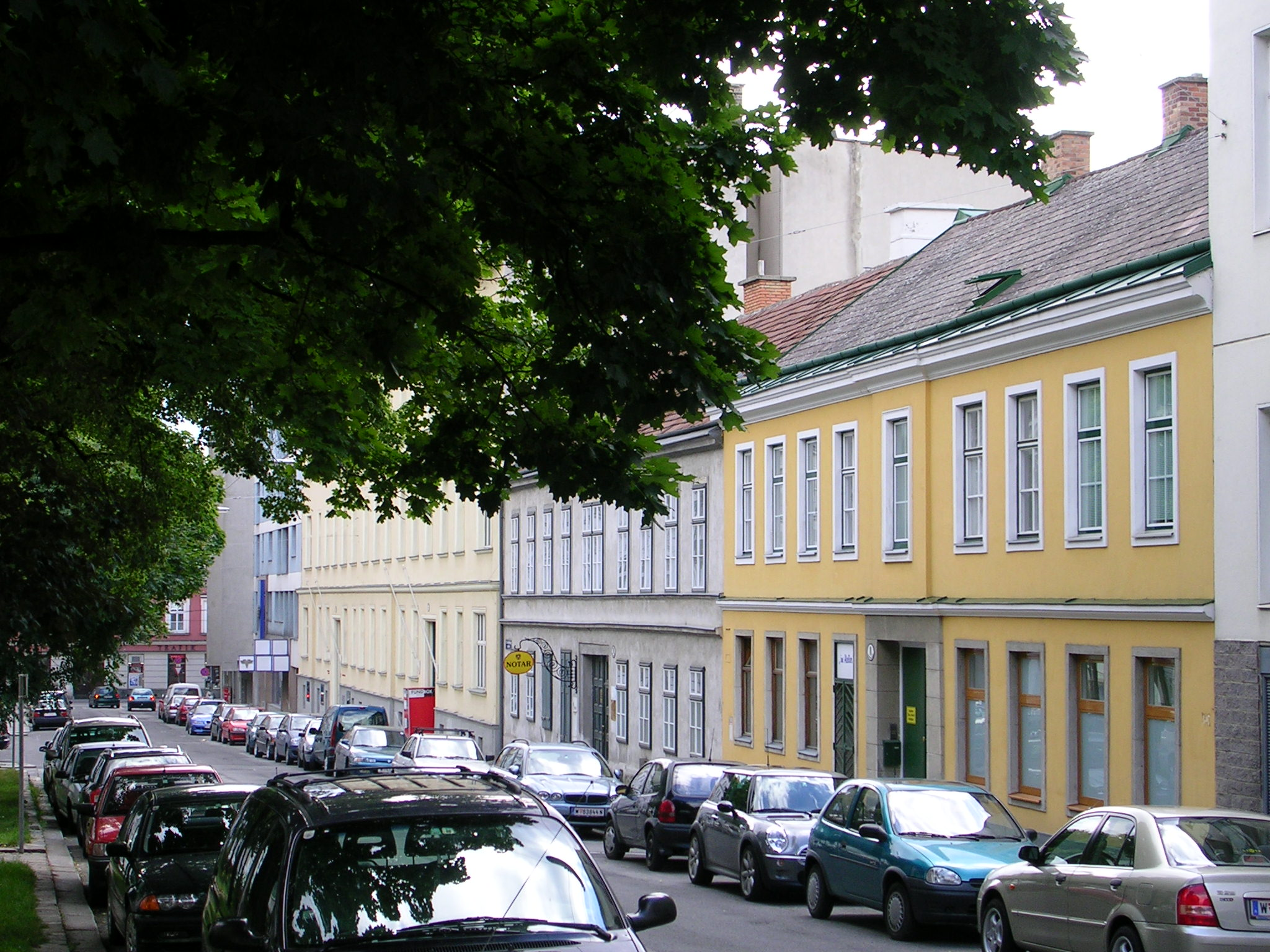
Gatterburggasse

Danach beschleunigte sich jedoch das Wachstum. 1780 standen in Oberdöbling bereits 136 Häuser mit 932 Einwohnern. Das Wachstum ging in der Folgezeit aber wieder zurück. So steigerte sich die Anzahl der Häuser zwischen 1822 und 1835 von 188 nur auf 202 Häuser mit 1.550 Einwohnern. Letzter Inhaber der Grundherrschaft von Oberdöbling war Anton Edler von Würth, der Oberdöbling 1824 die Grundobrigkeit von der k. k. Staatsgüter-Administration erworben hatte. Er übte auch die Grundherrschaft über Sievering aus. Mitte des 19. Jahrhunderts setzte in Oberdöbling ein massiver Bauboom ein. 1853 gab es in 323 Häusern 4.229 Einwohner, 1890 14.460 Einwohner in 567 Häuser. 1858 wurden für die Straßenbeleuchtung in Oberdöbling Gasflammen eingeführt. Die Gasversorgung übernahm ein englisches Unternehmen, das im Bereich Gymnasiumstraße-Billrothstraße 1856 ein Gaswerk errichtet. Im Jahre 1892 wurde aus Oberdöbling gemeinsam mit Unterdöbling und den Vororten Grinzing, dem Kahlenbergerdorf, Nußdorf und Heiligenstadt, Sievering und Josefsdorf der 19. Wiener Gemeindebezirk (= Döbling) gebildet.

### Die Krim

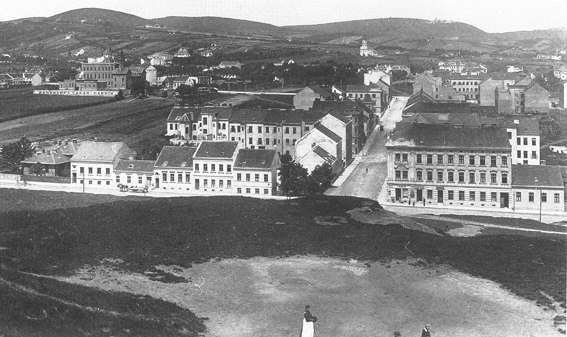
Die noch wenig verbaute Krim 1910

Im Westen des Oberdöblinger Gebiets, nördlich der Krottenbachstraße, bildete sich Anfang des 20. Jahrhunderts ein Armenviertel, das aus ungeklärten Gründen Krim genannt wurde. In der Nachkriegszeit der 1950er Jahre erlebte die Krim   eine Assanierung, vorhandene Gebäude wurden saniert und zugleich wurden zahlreiche Gemeindebauten und eine eigene Pfarrkirche errichtet.

## Wirtschaft

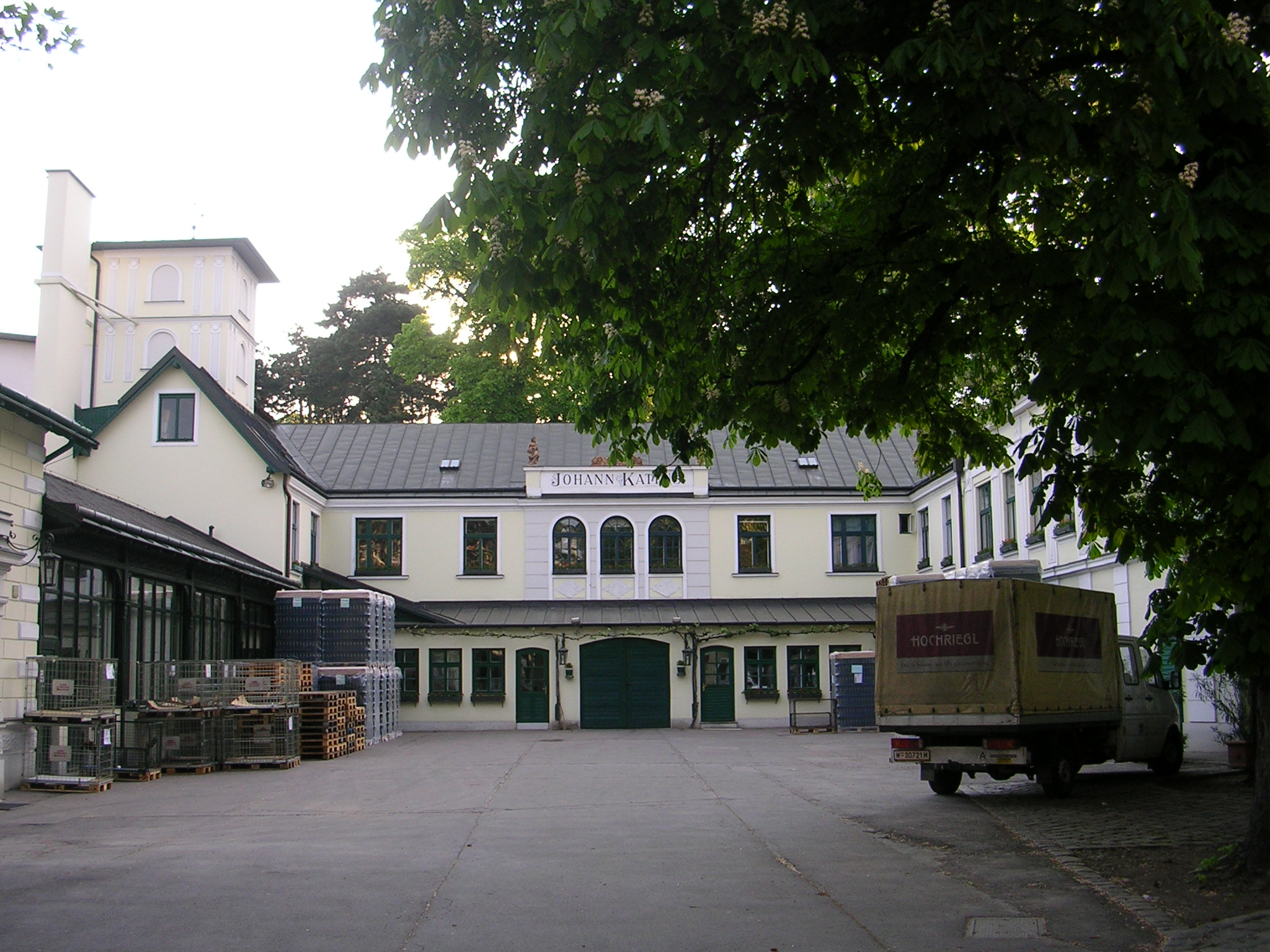
Sektkellerei Kattus

Im Gegensatz zu den umliegenden Dörfern spielte bereits zu Beginn des 19. Jahrhunderts der Weinbau keine große Rolle mehr in Oberdöbling. Viel bedeutender waren der Acker- und Obstanbau. Mehr als die Hälfte der Flurfläche war von Äckern bedeckt, mehr als zehn Prozent von Obstgärten. Der Weinanbau nahm hingegen nur etwa sieben Prozent der Fläche in Anspruch. Bereits 1754 siedelte sich in Oberdöbling eine Sammet-, Seiden- und Dünntuchfabrik an, die anfangs bis zu 100 Arbeiter beschäftigte. 1790 arbeiteten hier sogar 300 Menschen. Am Zusammenfluss des Arbesbaches und des Krottenbaches wurde 1783 eine Hammerschmiede gegründet. Bekannt wurde die Döblinger Brauerei, die 1833 als Zweigbetrieb der Gaudenzdorfer Brauerei gegründet wurde und 1856 von den Besitzern der Ottakringer Brauerei erworben wurde. Nach der Zerstörung der Brauerei im Zweiten Weltkrieg wurde hier der Kopenhagenhof erbaut. In Oberdöbling entstanden im 19. Jahrhundert noch weitere wichtige Betriebe, so 1867 die bis 1968 bestehende „Vereinigte Tintenfabriken Hartmann und Mittler“ in der Gatterburggasse 8, die später unter dem Namen „Kuli-Werk“ firmierte. Einer der bekanntesten Betriebe Döblings ist heute die Sektkellerei Kattus.

## Kultur

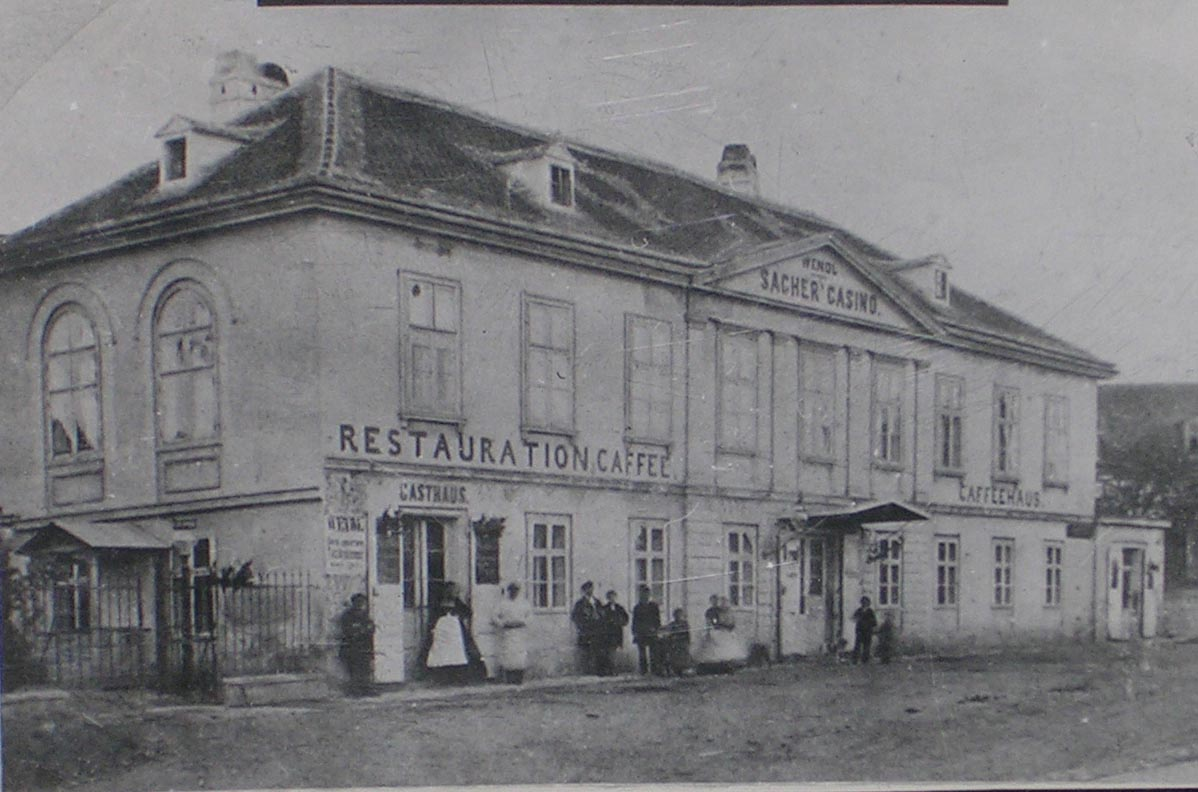
Wendls Casino

Das erste Theater wurde in Oberdöbling 1835 in der entweihten Johanneskapelle Ecke Döblinger Hauptstraße / Hofzeile gegründet. 1859 übersiedelten die Schauspieler nach dem Verkauf des Gebäudes an die Schwestern vom armen Kinde Jesus ins Theatergasthaus „Wendl“ am Währinger Spitz, das über eine Sommerarena und einen Theatersaal verfügte. Gespielt wurden derbe Possen, aber auch Stücke von Johann Nepomuk Nestroy. Als Anfänger spielten hier sogar Alexander Girardi und Max Reinhardt. Zwischen 1881 und 1888 blieb aus Brandschutzbestimmungen der Theaterbetrieb geschlossen, 1893 kam für das gesamte Gasthaus das Aus. Von Bedeutung war in Oberdöbling auch das Casino „Finger“, in dem Joseph Lanner und Johann Strauss (Vater) Konzerte gaben. Das Casino musste jedoch 1840, vermutlich aus Konkurrenzdruck zum benachbarten Casino Zögernitz (Döblinger Hauptstraße 76), schließen. Gegründet 1837 entwickelte sich dieses zu einem der beliebtesten Casinos von Wien, Strauß und Lanner traten nun hier auf. In den 1960ern wurde das Gebäude in ein Hotel mit Restaurant umgewandelt. Heute liegt in Oberdöbling das wichtigste Museum des Bezirkes, das Bezirksmuseum Döbling, das in der Villa Wertheimstein untergebracht wurde.

## Religion

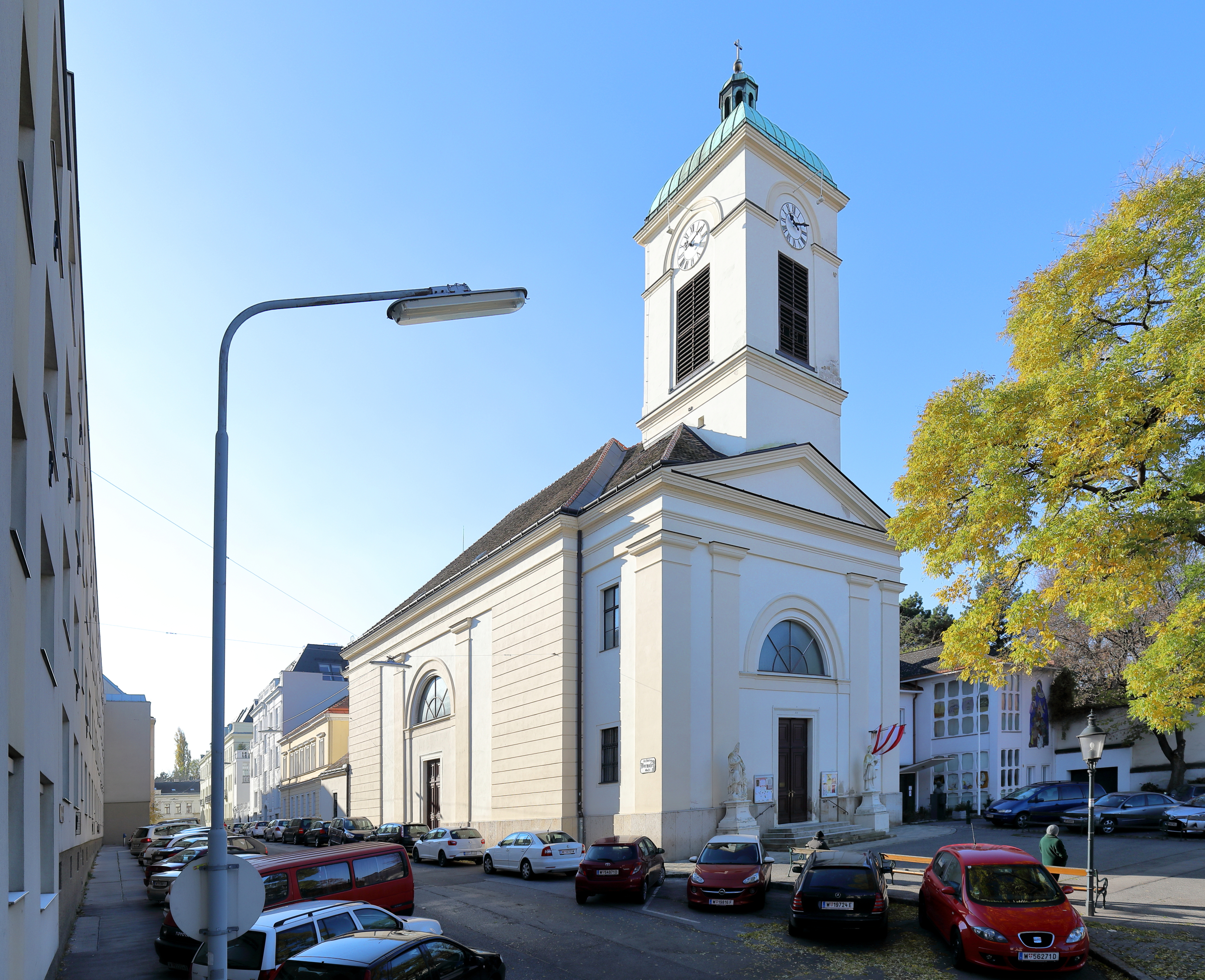
Döblinger Pfarrkirche

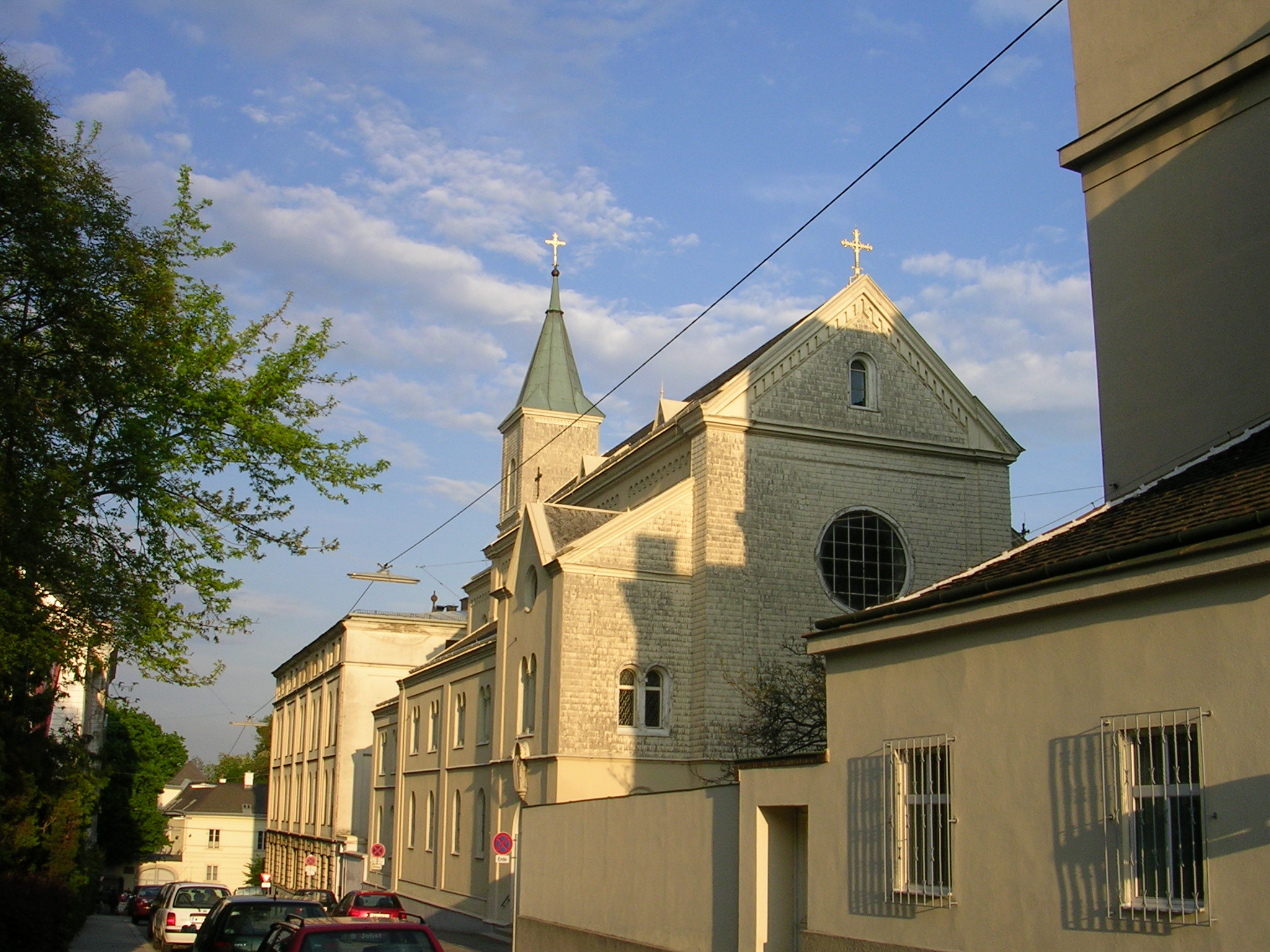
Klosterkirche Hl. Familie

### Geschichte
Eine Kirche wurde in Döbling erstmals 1267 erwähnt, ein durchgehender Bestand einer Pfarrkirche ist jedoch erst ab dem 15. Jahrhundert nachweisbar.

### Kirchengebäude
Oberdöbling gehört zur Pfarre Döbling, die wiederum dem 19. Stadtdekanat in Wien angehört. Neben der zentralen Döblinger Pfarrkirche findet sich auch das Kloster der Schwestern vom armen Kinde Jesu in Oberdöbling. Dieses umfasst neben Bildungseinrichtungen auch die Klosterkirche Hl. Familie und die Klosterkapelle.

### Friedhöfe
Der Alte Döblinger Friedhof lag ursprünglich in Unterdöbling und wurde 1927 aufgelassen. Hier befanden sich unter anderem die Grabstätten von Johann Strauß (Vater) und Joseph Lanner, deren Gebeine auf den Wiener Zentralfriedhof umgebettet wurden. Die beiden Grabsteine wurde in den nach 1927 auf dem Gelände gestalteten Strauß-Lanner-Park miteinbezogen. Weiters waren auf dem Friedhof Nikolaus Lenau, Ludwig Boltzmann und Johann Nepomuk Berger beerdigt, die in Ehrengräber auf anderen Friedhöfen beigesetzt wurden. Der Neue Döblinger Friedhof wurde daraufhin in Oberdöbling an der Grenze zu Glanzing und Währing errichtet. Hier befinden sich die Grabmäler bedeutender Familien des Bezirkes wie Wertheimstein, Zacherl, Gräf oder Kattus. Weiters fanden hier Theodor Herzl, Wilhelm Miklas, Robert von Lieben und Ferdinand von Saar ihre letzte Ruhe. Weiter südlich, an der Grenze zum Bezirk Währing, liegt heute auch der verbliebene Teil des israelitischen Friedhofs in Oberdöbling, der Jüdische Friedhof Währing. Er ist der letzte Rest des aufgelassenen Währinger Friedhofs.

## Bildung
Fast alle Gymnasien des Bezirkes Döbling liegen im Bezirksteil Oberdöbling. In Oberdöbling liegen das GRG 19 (Billrothstraße 73) und das Billrothgymnasium (Billrothstraße 26–30), das Gymnasium und wirtschaftskundliche Realgymnasium der Schwestern vom Armen Kinde Jesu in der Hofzeile, das Bundesrealgymnasium Wien 19 in der Krottenbachstraße sowie das GRW 19 und das BG 19 in der Gymnasiumstraße.

## Persönlichkeiten
- Eduard von Bauernfeld (1802–1890), Schriftsteller, lebte und starb in Oberdöbling
- Josef Böhm (1875–1964), Kirchenmusiker
- Hugo Ellenberger (1903–1977), Volksbildner
- Friedrich Engel-Jánosi (1893–1978), Historiker
- Alfred von Henikstein (1810–1882), Feldmarschalleutnant
- Joseph von Henikstein (1768–1838), Bankier und Kunstmäzen, Vater von Alfred von Henikstein
- Franz Kopallik (1860–1931), Maler, lebte und starb in Oberdöbling
- Alfred Kühne (1872–1942), Schauspieler und Hörspielsprecher
- Paul Theodor Müller (1873–1919), Hygieniker und Professor
- Angelika Peréchon (1816–1846), Opernsängerin
- Hans von Pindo (1851–1923), Schauspieler und Regisseur
- Wilhelm August Rieder (1796–1880), Maler, Zeichner und Lithograf